# Бистров Марат В'ячеславович
Марат В'ячеславович Бистров (рос. Марат Вячеславович Быстров; нар. 19 червня 1992, радгосп Більшовик, Житікаринський район, Костанайська область, Казахстан) — російський та казахський футболіст, захисник клубу «Астана», який в оренді виступає за «Тобол» (Костанай).

## Ранні роки
Народився 19 червня 1992 року в радгоспі «Більшовик», в Жіткарінському районі Костанайської області Казахстану. Його батько був росіянином, а мати казашка, яка народилася в Росії. У Казахстан потрапила за розподілом після закінчення інституту. У дитинстві грав на шкільному футбольному полі, а також їздив з командою школи на районні змагання, на одному з яких отримав приз «Найкращий півзахисник», після чого його почали запрошувати грати за район. На змагання до районного центру їздив на коні, оскільки машини у сім'ї не було. Коли Марату було 13-14 років, сім'я вирішила переїхати на батьківщину матері, в селище Спаський (60 км від Магнітогорська). У Росії розпочав займатися футболом професійно в ДЮСШ Олімпійського резерву № 4. На тренування їздив 2-3 рази в тиждень на автобусі. Пізніше вступив до коледжу в Магнітогорську і став тренуватися частіше, паралельно виступав за команду «Магнітогорськ» в аматорській лізі і підробляв офіціантом в кафе. Пізніше пішов в армію, де потрапив в розвідроту. Після повернення з армії Марат збирався влаштуватися на роботу в МНС, але в той же час його покликали знову грати за ФК «Магнітогорськ». У першому матчі після повернення з армії, Бистров відзначився голом і в цілому справив хороше враження. Після гри до гравця підійшов представник ФК «Челябінськ» Михайло Шафигуллін і запросив на командні збори.

## Професіональна кар'єра
Після зборів з «Челябінськом», підписав з командою контракт на 3 роки. Дебютував на професійному рівні 18 липня 2014 року в матчі ПФЛ проти «Нафтохіміка», в якому вийшов на заміну на 83-й хвилині замість Дениса Уривкова. Взимку 2017 року Бистров підписав контракт з клубом ФНЛ «Тамбов». У сезоні 2017/18 років зайняв з командою 4 місце в лізі і брав участь в стикових матчі за вихід у Прем'єр-лігу з клубом «Амкар», але за сумою двох зустрічей «Тамбов» поступився з рахунком 0:3. Влітку 2018 гравець підписав контракт з клубом «Астана», але практично відразу ж був відданий в оренду у костанайський «Тобол». Дебютував у чемпіонаті Казахстану 14 липня 2018 року, відігравши весь матч проти «Кайсара».

## Особисте життя
У Марата є сестра Вікторія.
Брав участь в зйомках фільму «Тренер» режисера Данила Козловського.

## Титули і досягнення
- Володар Кубка казахської ліги (1):

«Астана»: 2024